# Blinker en het Bagbag-juweel
Blinker en het Bagbag-juweel is een Belgische familiefilm uit 2000 gebaseerd op het gelijknamige boek van Marc de Bel. De regie is van Filip Van Neyghem. De hoofdrollen zijn voor Joren Seldeslachts en Melissa Gorduyn en Marjolijn Dua.
De film is een vervolg op van de in 1999 verschenen film Blinker. In 2008 kwam er een derde Blinker-film, maar met een nieuwe cast. In 2015 kwam er een musical van het boek vanuit een samenwerking van Marc de Bel en TeamJacques. Deze musical heeft ook in Oostenrijk gespeeld.

## Verhaal
Wanneer de barones sterft, erft de dovenschool het Bagbag-juweel, alleen weet niemand waar het verborgen ligt. Blinker gaat samen met zijn vriendin Nelle en haar dove nichtje Sara op zoek naar het onvindbare juweel. Maar in de speurtocht naar een fabelachtig juweel zijn er nog meer kapers op de kust.

## Rolverdeling
| Acteur                 | Personage                |
| ---------------------- | ------------------------ |
| Joren Seldeslachts     | Blinker                  |
| Warre Borgmans         | Paps                     |
| Sjarel Branckaerts     | Mijnheer Strepers        |
| Jef Burm               | Pastoor Boeck            |
| Benny Claessens        | Mats                     |
| Marc de Bel            | Leraar dovenschool       |
| Veva De Blauwe         | Vera                     |
| Elke De Roeck          | Juffrouw Roos            |
| Luk D'Heu              | Boswachter Ward          |
| Marjolijn Dua          | Sara                     |
| Melissa Gorduyn        | Nelle                    |
| Lut Hannes             | Mevrouw Magda Strepers   |
| Raf Kennis             | Notaris Beels            |
| Nathalie Meskens       | Ellen                    |
| Els Olaerts            | Mams                     |
| Peter Rouffaer         | Commissaris Jean Custers |
| Gerda Tilman           | Barones                  |
| Antoon Vandendriessche | Bert, de vader van Mats  |
| Tim van Hoecke         | Red Vampires, Rod        |
| Kristof Verhassel      | Red Vampires, Knots      |
| Mieke Verheyden        | Juffrouw Slick           |